# Bagheria
Bagheria is een stad op het Italiaanse eiland Sicilië in de provincie Palermo. De stad, die op kleine afstand van de kust ligt, is vooral bekend vanwege de vele barokvilla's die zich daar bevinden. Bagheria is ontstaan in de 15e eeuw als een gehucht. In 1658 liet Salvatore Branciforti, de prins van Butera, hier zijn zomerpaleis (de "Villa Butera") bouwen waarna er snel meer volgden. Enkele van de bekendsten zijn de Villa Palagonia (bekend om haar talrijke groteske beelden van monsters, dieren, mensen ... ) en de Villa Valguarnera, beide door Tommaso Maria Napoli ontworpen. In de Villa Cattolica nabij het station is het museum voor moderne kunst "Renato Guttuso" gevestigd. De grootste groei maakte de stad door in de 20e eeuw waardoor de villa's nu omgeven zijn door woonwijken.
Tot de gemeente Bagheria behoort ook Aspra dat aan de Middellandse Zee ligt. Iets ten noorden van de stad liggen de ruïnes van de Punische stad Solunto.

## Geboren in Bagheria
- Renato Guttuso (1911-1987), schilder (realisme)
- Giuseppe Tornatore (1956), filmregisseur

## Externe link

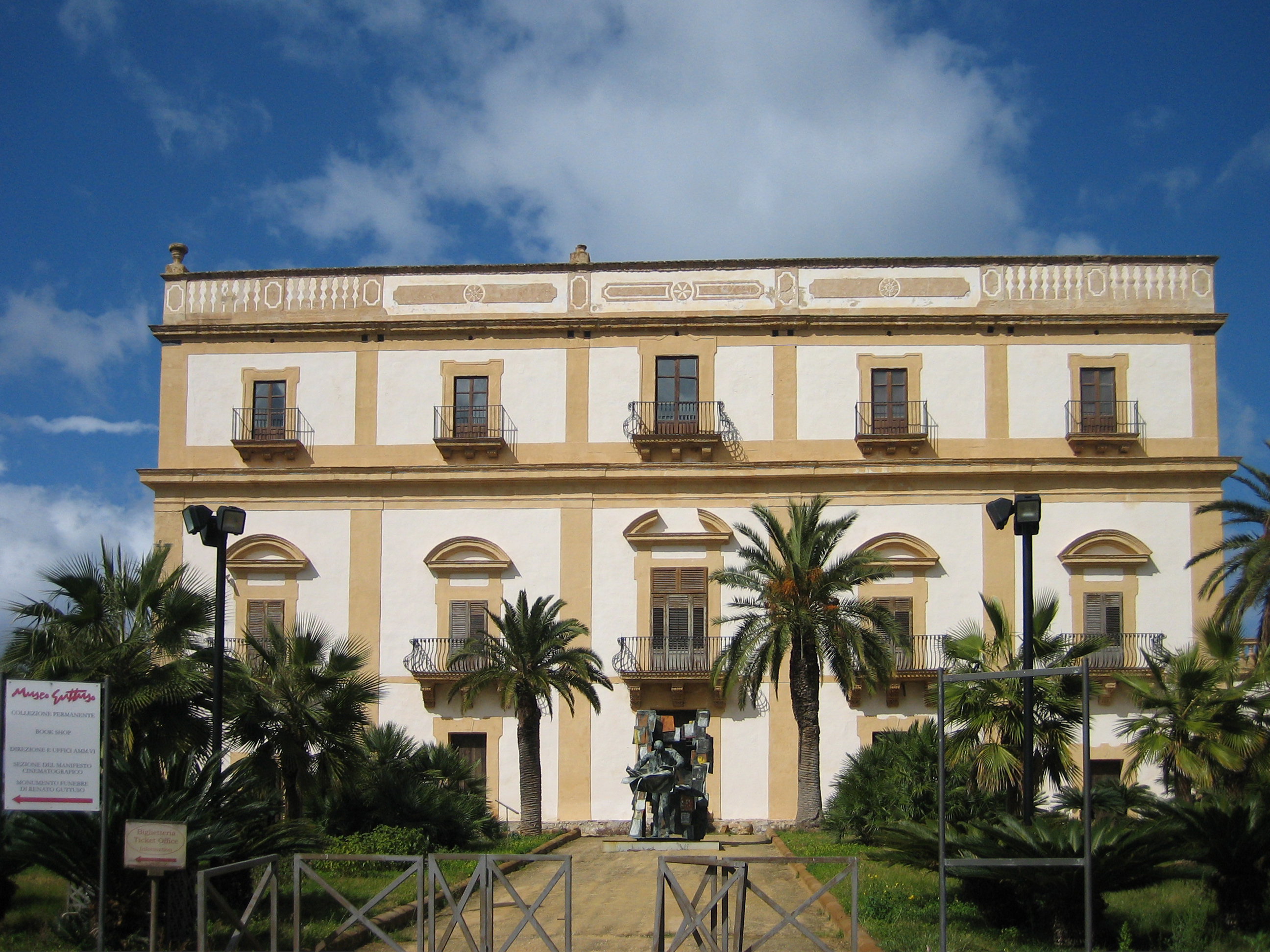
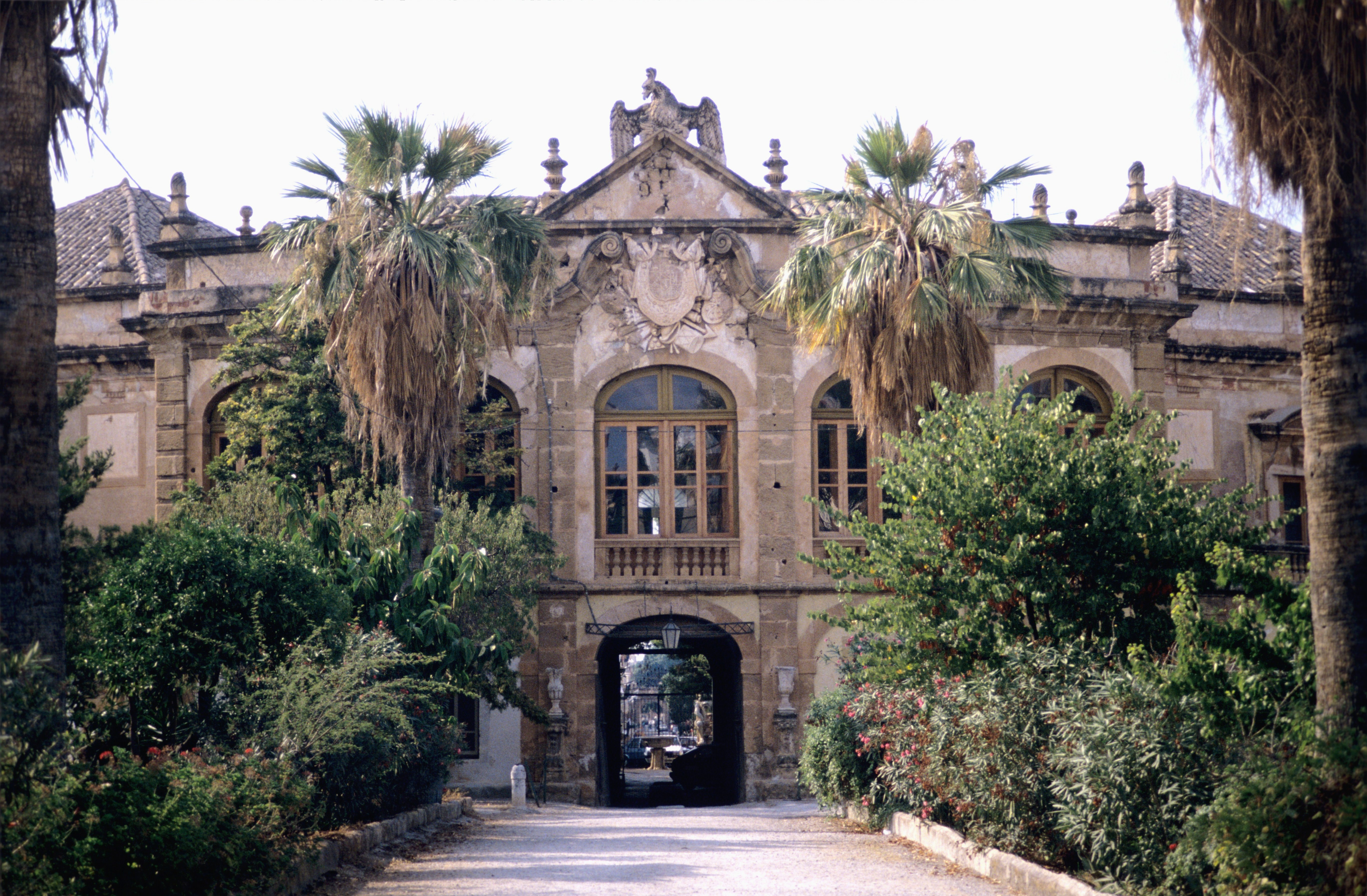
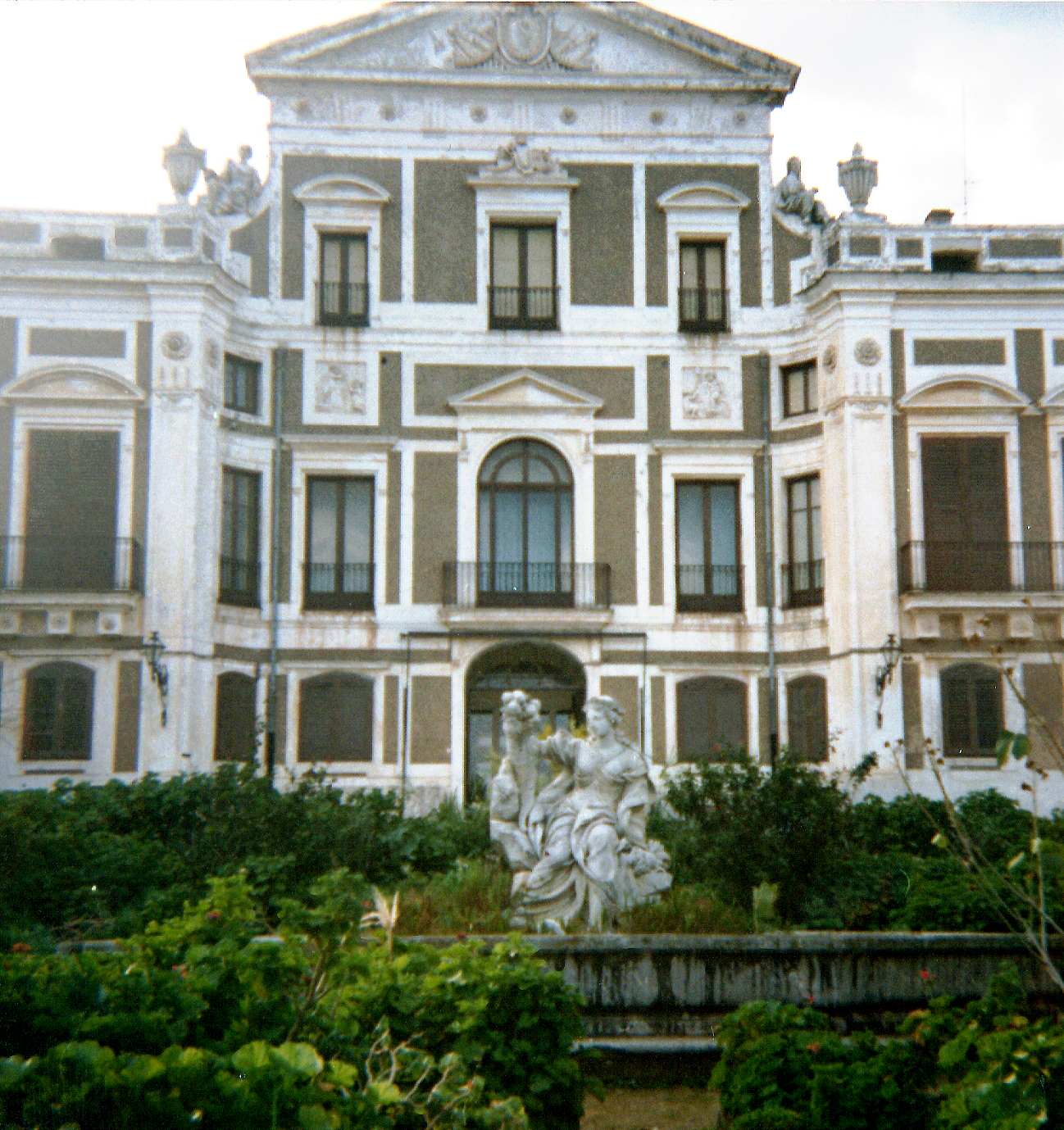